# Койшибек
Койшибек (каз. Қойшыбек) — село в Енбекшиказахском районе Алматинской области Казахстана. Входит в состав Байтерекского сельского округа. Находится примерно в 26 км к северо-западу от центра города Есик. Код КАТО — 194067300.

## Население
В 1999 году население села составляло 978 человек (489 мужчин и 489 женщин). По данным переписи 2009 года, в селе проживало 1996 человек (1011 мужчин и 985 женщин).